# 克雷采什蒂鄉
46°38′N 27°57′E / 46.633°N 27.950°E
克雷采什蒂鄉（羅馬尼亞語：Comuna Crețești, Vaslui），是羅馬尼亞的鄉份，位於該國東北部，由瓦斯盧伊縣負責管轄，面積55平方公里，海拔高度246米，2007年人口1,842，人口密度每平方公里34人。